# Zbrana dela Josipa Jurčiča
Vsem pripovedkam, ki jih je Josip Jurčič zbral v knjigi Zbrano delo, je skupno to, da vse uvrščamo med ljudske legende.

## O Josipu Jurčiču
Josip Jurčič, rojen 4. marca 1844 na Muljavi je pomemben slovenski pisatelj in časnikar. Osnovno šolo je obiskoval na Krki, nato pa v Višnji Gori. Leta 1855 so ga poslali v ljubljansko normalko, ki jo je 2 leti nato končal z odličnim uspehom. V šolskem letu 1857/58 je Jože nadaljeval s šolanjem na gimnaziji. Kot četrtošolcu mu je Slovenski glasnik objavil Pripovedko o beli kači (1861), čez 2 leti pa so Bleiweisove Novice objavile njegove Spomine na deda. Do konca gimnazijskih let je objavil še naslednja dela: Prazna vera (1863), Jesensko noč med slovenskimi polharji (1864), Jurij Kozjak (1864), Domen (1864), Tihotapec (1865), Jurij Kobila (1865), Dva prijatelja (1865), Uboštvo in bogastvo (1865), Vrban Smukova ženitev (1865), Spomini starega Slovenca (1865).  Po maturi se je Jurčič  leta 1865 odpravil na Dunaj, da bi študiral klasično jezikoslovje in slavistiko, vendar se je do poletnega semestra 1867 že izpisal. 
V svojem dunajskem obdobju je napisal in objavil naslednje proznopripovedne spise: Grad Rojinje (1866), Kloštrski žolnir (1866), Deseti brat (1866), Golida (1866),  Hči mestnega sodnika (1866), Nemški valpet (1867), Dva brata (1867), Božidar Tirtelj (1867), Kozlovska sodba v Višnji gori (1867), Sosedov sin (1868), Sin kmečkega cesarja (1869), Cvet in sad (1877). Več kot polovico navedenega je Jurčič objavil v Slovenskem glasniku, ki je leta 1868 prenehal izhajati. Nato je v Mariboru postal glavni urednik Slovenskega naroda, v katerem je objavil še obraz Telečja pečenka (1872), roman Ivan Erazem Tattenbach (1873) in pripoved Bela ruta, bel denar (1874). Leta 1879 je Jurčič močno zbolel ( vnetje rebrne mrene, plevritični eksudat) in 3. maja 1881 umrl.

## Ljudska legenda
Ljudska literatura kaže življenje v neposredni resničnosti in elementarno močni preprostosti. Strogih stilističnih in metričnih pravil ne upošteva; avtorja njenih del navadno ne poznamo. Je torej anonimna. Raste iz ljudstva za ljudstvo. Sega v najstarejše čase. Tedaj, ko ljudstvo še ni poznalo niti pisave niti tiska, so nadarjeni posamezniki že ustvarjali slovestna dela v verzih in prozi. Njihova imena so se s časom pozabila, njihova dela pa so se zaradi priljubljenosti med ljudstvom ohranila in razmnožila. Prehajala so od rodu do rodu, iz kraja v kraj. Pri tem so se včasih jezikovno, včasih pa tudi oblikovno in vsebinsko spremenile.  Tako so ob istem delu dostikrat nastale inačice ali variante.
Legenda, (latinsko legendum, kar se mora brati) se je v starorimski cerkvi imenovala knjiga, iz katere so brali odlomke iz življenja mučencev in svetnikov. V srednjem veku je bila najbolj znana »Legenda aurea« = zbirka svetniških življenjepisov. V novejšem času pa legenda predstavlja zgodbo, v kateri nastopajo krščnske svete osebe. Namen legend je vzgajati in poučiti preprostega človeka, kar je dobro in moralno sprejemljivo. Pripovedovalec je to dosegel skozi pripovedovanje legend o zglednih, dobrih in svetih osebah. Nekatere legende pa so samo pripovedovale o nekem čudežnem dogodku za katerega je zaslužna sveta oseba.

## Analiza del
Kaj ni nikoli bilo in nikoli ne bode
Književni čas: nedoločen
Književni prostor: morje, otok, nebesa, zemlja
Književne osebe: Trije bratje, velikan, človek,  sv. Peter, botri, oče, žena
Motivi: Trije bratje, velikan, dar (ogenj), krst, morje, drevo, verski motiv
Krst simbolizira prehod na nov začetek, na višjo raven obstoja
Velikan simbolizira odrasle, otrok odrasle doživlja kot velikane a se zaveda, da jih z zvijačnostjo lahko premaga
Najmlajšega bratje zmerjajo s šlevo, torej ga podcenjujejo, kar se kaže kot oslabljen jaz, ki pričenja svoj spopad z notranjim svetom nagonov in s težkimi problemi, ki jih ustvarja zunanji svet.
Drevo- pokaže novo pot.
Kako so trije bratje hudiča služili
Književni čas: ni določen (nekdaj)
Književni prostor: gozd, krčma
Književne osebe: Oče, trije bratje, krčmar, gosposka, hudič, sodniki
Motivi: Trije bratje, hudič, krčmar, dar(plačilo), smrt, verski motiv, vislice, iskanje dela
Hudič- lik škodljivca: njegova naloga je nekomu škodovati ali priklicati kakršnokoli nesrečo. Junaki pristanejo na vsa škodljivčeva prigovarjanja. Sleparske ponudbe so zmeraj sprejete in se izpolnijo.
Zeleni mož- demon, satan v človeški podobi. Zelena barva ga označuje kot gozdnega duha, kar kaže na njegovo staro poreklo v ljudskem izročilu. Svetopisemska podoba o izvirnem grehu.
Beli konj- simbol potovanja v onstranstvo
Hudiči se zadržujejo tudi na zemlji in skušajo vplivati na usodo duš ljudi. Tiste, pri katerih uspejo, v kar najkrajšem času še žive odnesejo s seboj v pekel, medtem ko tistim, ki jih znajo ukaniti nehote pomagajo.
Pripovedka o beli kači
Književni čas: ni določen
Književni prostor: nedoločen
Književne osebe: Kača, kačji lovec, tovariš
Motivi: bela kača, krona, piščal, 9 bukev, smrt
Bela barva je znamenje smrti
Motiv kače: hudoben, zahrbten človek, ponazarja tudi novosti, spremembe
Tematsko podobne pravljice: 7 let pri beli kači, Kačja dolina, Bela kača s kronico
Deklica in psoglavci
Književni čas: nedoločen ( taćas, ko so bili še psoglavci po teh krajih…)
Književni prostor: polje, grad, očetov dom
Književne osebe: deklica, mačka, psoglavci, oče ,smreka, verski motiv, smrt
Motivi: črna mačka, psoglavci ( hudoben, nasilen človek), sekira
Mačka predstavlja duhove umrlih.
O rojenicah
Književni čas: nedoločen (nekoč)
Književni prostor: hiša, pašnik
Književne osebe: rojenici, otrok, starši
Motivi:  rojenice, trta, verski motiv, vislice, pastir, smrt
Rojenice so prihajale k novorojenemu otroku in mu določile usodo ter dan smrti
Bistvo legende: Ves trud, da bi preprečili usodo je zaman.
Kako je kraljevič Marko moč zadobil
Književni čas: nedoločen
Književni prostor: gozd
Književne osebe: rojenice, Marko, pastirji
Motivi:  rojenice, pastir, dar(moč), drevo (hrast)
Rojenice so bile naklonjene dobrim ljudem, zlem pa so povzročale gorje
O angelu
Književni čas: nedoločen (nekoč)
Književni prostor: nebesa. Svet, cerkev
Književne osebe: Bog, angel, župnik
Motivi: , verski motiv, smrt, iskanje dela, hlapec
Stari vojščak
Književni čas: nedoločen (nekoč)
Književni prostor: grad, nebesa, pekel
Književne osebe: vojščak, brodnik, Bog, revež,  hudiči, 7 kovačev, 8 mlatičev, sv. Peter Motivi:, verski motiv, denar, smrt , dar(torba)
Stari vojak za plačilo prijaznosti dobi od Boga čudežno darilo-torbo. Izbira vojščakovega darila, nam pove, da je vojščak mislil le na materialne dobrine, na svojo dušo in njeno zveličanje pa pozabi in si pri Bogu ne izprosi raja. S svojo torbo in prebrisanostjo prelisiči peklenčke , smrt in  celo sv. Petra.
Pripovedka o svetem Gregorju
Književni čas: nedoločen
Književni prostor: nedoločen
Književne osebe: Gregor, mlinar, mlinarica, domači sin, župnik, stara ženska, grofovska hči, grof, krčmar, Žid, vedež, menih, ribič, sveti duh, železni mož
Motivi: mlin, sodček, verski motiv, železna sveča, denar, iskanje dela,obsojanje incesta, hlapec
Mlin z devetimi tečaji razkriva da so bili Gregorjevi krušni starši bogati.
Zgodba temelji na prvotni Gregorjevi legend, ki govori o pokori zaradi nevede storjenega greha-incestna zveza z materjo. Gregor je odšel v puščavo, kjer se je zaklenil v votlino, ključ pa vrgel v vodo. Toda usoda je hotela drugače. Ključ je našel ribič in ker so ravno izbrirali novega papeža in odprli tudi Gregorjevo votlino, je bil izvoljen Gregor , ker je na njegovo ramo priletel bel golobček s pismom Gregor nej bo za papeža!
Gregor je prevzel  delno Ojdipovo vlogo, po drugi strani pa se je uresničila nenavadna prerokba in je nazadnje na čudežen način postal papež.
O bogatem kmetu in njegovi hčeri
Književni čas: nedoločen (v nekdanjih časih)
Književni prostor: grad, 9 dežel, krčma
Književne osebe: kmet, žena, hčer, otrok, deželska, gosposka, hlapec, cesarjevič,   krčmar
Motivi: vislice, obsojanje incesta, konj, denar, iskanje dela,  nož, hlapec, smrt
Bistvo zgodbe je v tem da se hčerka upre volji očeta, ki se po materini smrti hoče poročiti z njo, zato pobegne od doma. Iz nadaljevanja dogajanja, v katerem je pravljična junakinja dosegla pravljično srečo je jasno, da so incest tudi v tej pravljici obsojali.

## Primerjava del
V vseh zgodbah se največkrat pojavi verski motiv, kar je sprejemljivo, glede na to da zgoraj navedene zgodbe uvrščamo med legende. Svetopisemske osebe in svetniki, ki so v obravnavanih delih omenjeni, lahko nastopijo na mesto pravljičnih oseb. 
2. najbolj pogost motiv je motiv smrti. Največkrat smrt nastopi kot kazen, ki doleti zlobne like. 
Pogost motiv je tudi motiv daru. Skoraj v vsaki zgodbi je junakovo ravnanje poplačano z darom. Ta je lahko materialni ali duhovni. V nekaterih zgodbah se pojavlja tud motiv dreves- človek stopa v  stik z naravo, tu se počuti varnega, v nekaj primerih se liki zavarujejo pred nevarnostjo tako da splezajo na drevo ( Deklica in psoglavci, Kača z belo glavo), hkrati pa je drevo kazalec nove poti.  V večini del so prisotna bajeslovna bitja, kot so rojenice, velikan, psoglavci, hudič, svetniki, in angeli. Vsi razen rojenic in svetnikov predstavljajo lik škodljivca. Motiv vislic, iskanja dela in incesta, prikazujeta takratno družbo, ki je  cenila delo, kaznovala s smrtjo, incesta pa ni dopuščala.
Vse legende odsevajo navado iz časa zapisov, da so bili tujci, ki so potrkali na vrata, prijazno sprejeti. To je razvidno tudi iz tistih pripovedk (Stari vojščak), kjer tujec ne doživi prijaznega sprejema, saj je v njih kršitev lepe navade kaznovana ali vsaj obsojana.Prijazen odnos do popotnikov pa je v ljudskem pripovedništvu odločilen za uspeh pravljične osebe.

## Interpretacija zgodb
Ves čas se v zgodbah pojavljajo načelo ugodja, načelo realnosti in načelo kritičnosti. Poimenujemo jih lahko tudi ono, jaz in nadjaz. Jaz predstavljajo literarni junaki. Ono predstavljajo liki škodljivca, ki silijo k načelu ugodja in vodijo v skušnjavo. Pred skušnjavo jih lahko reši samo nadjaz, katerega predstavljajo rojenice in svetniki. Junakova usoda je odvisna od tega katero načelo bo prevladalo. Načelo ugodja velikokrat vodi v pogubo, medtem ko načelu kritičnosti sledi srečen konec.